# 東南站 (莫斯科)
東南站（羅馬化：Yugo-Vostochnaya）是莫斯科地鐵內克拉索夫卡線興建中的一個車站。此站在2020年3月27日啟用。

## 名稱
規劃時，此站的名稱計劃為費爾干納街，以車站所在街道命名。2014年，車站改名東南站，顯示車站在莫斯科東南面的位置。